# Two Friends
Two Friends est un film australien, réalisé par Jane Campion, sorti en 1986. 
Premier long métrage de Jane Campion, il a été présenté au festival de Cannes, dans la section Un certain regard.

## Synopsis
Deux jeunes adolescentes, encore amies quelques mois auparavant, se sont éloignées l’une de l’autre. Elles étaient dans la même école et espéraient poursuivre leur scolarité ensemble, dans un institut réputé où elles étaient admises. Le beau-père de l’une d’entre elles en a décidé autrement, l’empêchant malencontreusement de s’épanouir et de développer ses talents comme elle le désirait. Cette décision a entraîné chez elle un sentiment de désespoir et une déchéance (fuite, drogues, relations sans lendemain...). Le film raconte, à rebours, la succession d'événements et de choix personnels qui ont conduit à ce drame.

## Fiche technique
- Titre : Two Friends
- Producteur : Jan Chapman
- Réalisatrice : Jane Campion
- Scénario : Helen Garner, romancière australienne[2]
- Photographie : Julian Penney
- Montage : Bill Russo
- Musique : Martin Armiger
- Pays d'origine :  Australie
- Durée : 76 minutes
- Sortie : 1986

## Distribution
- Kris Bidenko : Kelly
- Emma Coles : Louise
- Kris McQuade : Janet, la mère de Louise
- Debra May : Chris, la mère de Kelly
- Peter Hehir : Malcolm, le beau-père de Kelly
- Kerry Dwyer : Alison
- Stephen Leeder : Jim
- John Sheerin : Le père de la jeune fille décédée
- Sean Travers : Matthew
- Emily Stocker : Soula
- Lynne Murphy : La directrice d’école
- Giovanni Marangoni : Renato
- Benni Ulizzi : Sam
- Rory Delanay : Wally
- Lisa Rogers : La petite Hélène

## Analyse
La particularité de ce film est d’être divisé en cinq chapitres, correspondant à des périodes temporelles successives, mais qui sont montés en ordre chronologique inverse. Le premier chapitre présenté à l’écran est le plus proche de l’issue du drame. Ensuite, période par période, on remonte le temps sur une durée de neuf mois, jusqu’à découvrir, à la fin du film, le début de l’intrigue.
Ce montage « à rebours », comme si les bobines de films avaient été projetées en ordre inversé, produit des effets particuliers chez le spectateur. Du point de vue de l’analyse des situations, on comprend, avec une acuité plus élevée, ce qui se trame dans les scènes se déroulant en fin de film, car on a déjà vu leurs conséquences chronologiques dans les scènes d’ouverture. Du point de vue de l’émotion, des petits faits et gestes anodins sont perçus avec une plus grande sensibilité car on saisit mieux leurs portées et leurs significations profondes pour les personnages. 
Ainsi, « avec l’humour, l’honnêteté et le sens passionné de l’humanité qui sont la marque de ses meilleures œuvres, Jane Campion raconte une histoire d’opportunités manquées et de petits traumatismes qui prennent un sens plus profond avec le passage du temps».

## Récompenses et distinctions
- Australian Film Institute : Afi Award du meilleur téléfilm en 1987.
- New South Wales Premier's Literary Awards : Prix du meilleur scénario pour un téléfilm pour Helen Garner en 1987.